# Desider Quastler
Desider Quastler (3. ledna 1889, Bratislava – 1944, Koncentrační tábor Auschwitz-Birkenau, Polsko) byl slovenský architekt a stavitel.

## Život
V roce 1908 absolvoval odbornou stavitelskou školu v Budapešti. Zaměstnán byl nejdříve u firmy Grunwald a Schiffer v Budapešti, projektoval např. vojenskou školu v Tirgu Mures (RSR), Palác říční a plavební společnosti v Budapešti. V 1. světové válce padl v roce 1916 při Brusilovova ofenzívě do ruského zajetí, internován v zajateckém táboře v Tomsku, kde pracoval v sovnarchoze. Z tábora utekl, zadržovali ho v Moskvě, kde pak pracoval krátký čas jako tesař. V roce 1920 se vrátil do Bratislavy, kde jako architekt působil do roku 1939. Zemřel v roce 1944 v koncentračním táboře Auschwitz-Birkenau.

## Dílo
Rychle se orientoval v nastupujících proudech moderní architektury. Ve své tvorbě se zaměřoval zejména na obytné stavby, které měly loosovský puristický charakter.

## Vybraná díla
- 1926 – Rodinný dům, ul. Boženy Němcové, Bratislava
- 1926 – Vila Šulekova ul., Bratislava
- 1926/1930 – Bytové domy Ružinov, Bratislava
- 1930 – Bývalý obchodní dům Orion, Hurbanovo náměstí, Bratislava
- 1930 – Bytový dům typografů Guttenberg, Dunajská ulice, Bratislava
- 1930 – Rodinný dům pro doktora B, Stará vinařská, Bratislava
- 1930 – "Kalmar dvůr"
- 1931 – Bytový dům, Ulice Fraňa Kráľa
- 1932/1935 – Polyfunkční bytový dům, Obchodní ul.
- 1934 – Polyfunkční bytový dům bývalý Halmos, Suché Mýto
- 1934 – Bytový dům Práce, Radlinského ul.
- 1937 – Židovská restaurace, Zámecká ul.
- 1937 – Bytový dům, Dřevěná ul.,
- 1937 – Bytový dům, Obchodní ulice
- 1938 – Bytový dům, Dunajská ulice
- 1938 – Rodinný dům O. Mayerové, Podtatranského ulice

### Bytový dům Práce
Nacházíjící se na rohu Radlinského a Bernolákova ulice v Bratislavě je typickým příkladem bytové výstavby v tradičním blokovém zastavění. Ve stísněných poměrech malého bloku je ostrý roh parcely zastavěný 5 a 6podlažní zástavbou, v dvorním traktu o podlaží zvýšenou. Quastler navrhl v objektu kromě několika obchodních prostor a kanceláří stavebního družstva 54 jednopokojových a 10 dvoupokojových bytů.
Bytový dům rozsahem představuje největší architektovu stavbu. Objekt sestává z 3 schodišťových sekcí přístupných ze dvora. V parteru jsou také 2 obchodní provozy. Obytný dům má puristicky strohý ráz charakteristický pro většinu Quastlerových staveb.

### Polyfunkční bytový dům Orion
Nacházející se na Hurbanově náměstí. Projekt i realizace probíhaly v roce 1931. Tento 4podlažní funkcionalistický dům stojí na velmi úzké parcele v souvislé uliční zástavbě historizujících objektů. Nad zaskleným parterem průčelí se střídají pásy oken a pásy hladkých opaxitových tabulí. Na zadní fasádě je výrazný oblouk vyčnívajícího segmentu půlvalcového schodiště, které navazuje na dispozičně hlubší sousední objekt. Dům má otevřenou dispozici a je ukončen plochou střechou. Nosné konstrukce jsou zděné a železobetonové. V přízemí byla prodejna cukrovinek Orion. Objekt reprezentuje sebevědomý funkcionalistický názor na výstavbu v historizujícím prostředí.

### Pavlačový bytový dům
Nacházející se se na Röntgenově ulici v Petržalce. Projekt byl realizován v roce 1931 projekt, realizace díla byla provedena o rok později, Dům je typickým představitelem obecní sociální výstavby v 1. ČSR. Jednopokojové byty se základním vybavením jsou přístupné ze společné pavlače. Hladká bílá fasáda a nepravidelné rozmístění oken posouvají dům směrem k purismu. Dvorní část objektu se zasklenými pavlačemi má konstruktivistický ráz. Navzdory viditelně nízkému rozpočtu byl 4podlažní objekt v půdorysném tvaru písmene L důstojnou obytnou architekturou.

### Polyfunkční bytový dům – bývalý Halmos
Se nachází na ulici Suché Mýto. Projekt byl dokončen v roce 1934 a dílo se realizovalo v letech 1936-37. Rekonstrukce a přestavba probíhala v roce 1996.
5patrový obytný činžovní dům byl kdysi známý pod jménem Halmos. V parteru byly prodejny a na patrech poměrně prostorné byty. Strohý puristický blok tvořily 2 formálně téměř identické obytné domy se samostatnými vchody. Opticky se lišily rozdílným členěním oken na fasádě oddělených viditelnou dilatací v omítce. V roce 1996 objekt podle návrhu M. Kropilákové sjednotili s bohatě tvarovaným nárožím nového objektu Slovenské spořitelny. Původní pravoúhlé vnitřní uspořádání nahradili organické křivky. Hlavní průčelí sice zůstalo ploché, ale kompozicí oken a balkonů spolu s pastelovou barevností se Quastlerovej puristické architektuře podstatně vzdálilo.